# Stedenregio Aken
Stedenregio Aken (Duits: Städteregion Aachen) is een Kommunalverband besonderer Art  in de Duitse deelstaat Noordrijn-Westfalen. De regio telt 556.631 inwoners (31 december 2020) op een oppervlakte van 706,92 km². Op 31 december 2020 had 16,84% van de inwoners een niet-Duits staatsburgerschap (93.750 niet-Duitsers) en hadden 3.385 inwoners het Nederlandse staatsburgerschap.
In 2009 zijn de stad en de Kreis Aken gefuseerd tot de stedenregio. Binnen het verband behield de stad de positie van een Kreisfreie Stadt.

## Steden en gemeenten
De volgende steden en gemeenten liggen in de Kreis (inwoners op 31 december 2020):
| Steden 1. Aken (248.878) 2. Alsdorp (47.330) 3. Baesweiler (27.319) 4. Eschweiler (56.172) 5. Herzogenrath (46.225) 6. Monschau (11.686) 7. Stolberg (56.377) 8. Würselen (38.496) | Gemeenten 1. Roetgen (8.650) 2. Simmerath (15.498) |

Zie ook: Lijst van Kreise en kreisfreie steden in Noordrijn-Westfalen
Aken · Alsdorf · Baesweiler · Eschweiler · Herzogenrath · Monschau · Roetgen · Simmerath · Stolberg · Würselen
Landen:  België ·  Duitsland ·  Nederland

NUTS 2-regio's: Limburg (BE) · Limburg (NL) (deels) · Luik (deels) · Regierungsbezirk Keulen (deels)

NUTS 3-regio's: Stedenregio Aken · Arrondissement Borgworm · Duitstalige Gemeenschap · Kreis Düren · Kreis Euskirchen · Arrondissement Hasselt · Kreis Heinsberg · Arrondissement Hoei · Arrondissement Luik · Arrondissement Maaseik · Midden-Limburg · Arrondissement Tongeren · Arrondissement Verviers · Zuid-Limburg